# Stary Dom Ławy w Gdańsku
Stary Dom Ławy – zabytkowa kamienica w Gdańsku. Mieści się przy Długim Targu.

## Historia
Budynek powstał w 1549 roku. Był pierwszym gdańskim domem ławy. Po odbudowie ze zniszczeń wojennych został siedzibą Gdańskiego Towarzystwa Ekonomicznego, od którego pochodzi nazwa Dom Ekonomistów. W 1972 roku budynek został wpisany do rejestru zabytków. Od 1984 parter kamienicy jest własnością muzeum. Współcześnie poprzez budynek wchodzi się do Dworu Artusa.